# Eisenbahnbrücke Ingolstadt

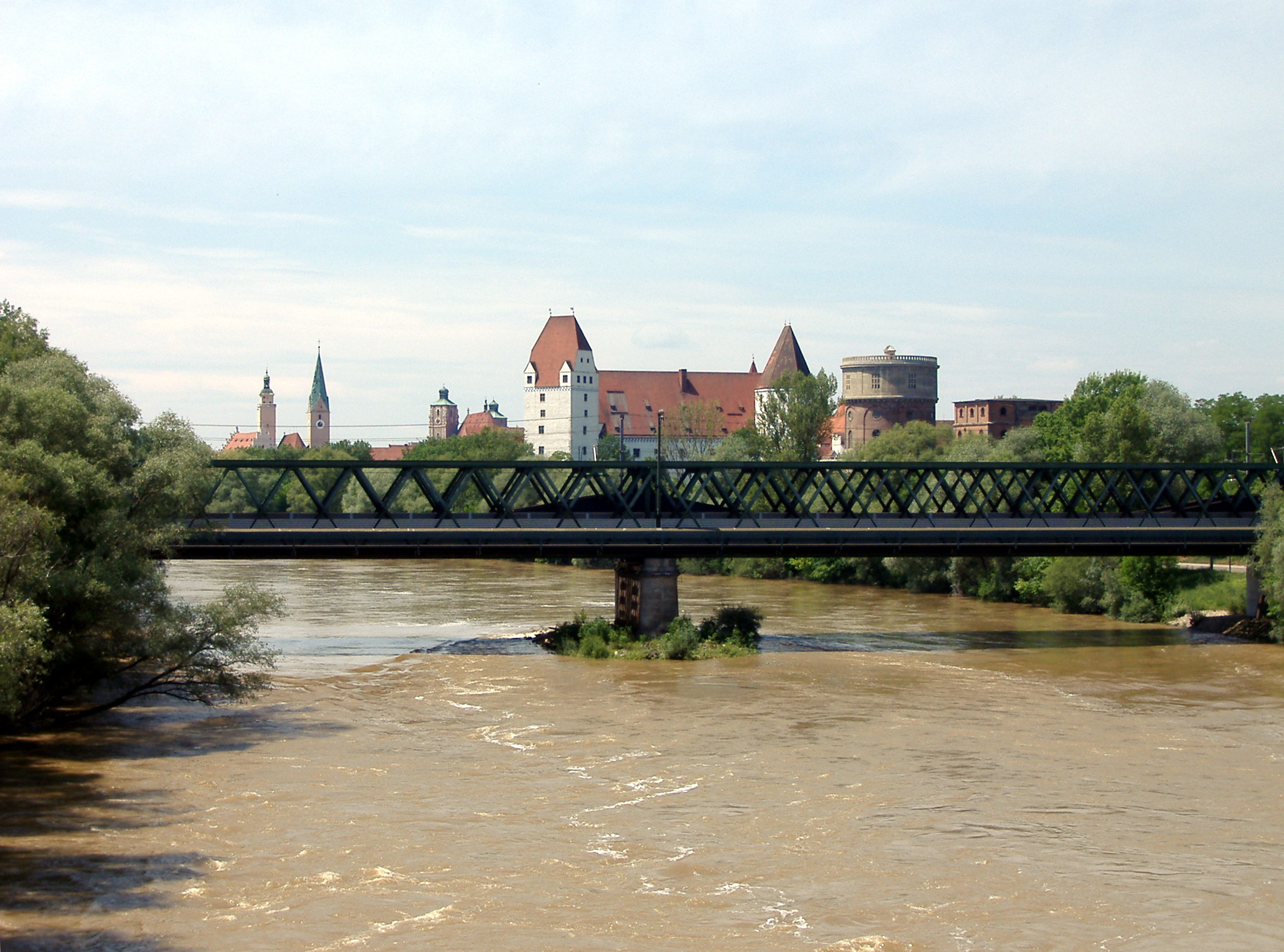
A híd a Duna felől nézve

Az Eisenbahnbrücke Ingolstadt egy vasúti híd Németországban, Ingolstadt közelében a Duna felett. A 186 méter hosszú híd eredetileg két egyvágányú hídpályával épült 1868 és 1869 között, de a megnövekedett forgalom szükségessé tette egy harmadik hídpálya építését is 1999 és 2001 között.